# Médis
Médis ist eine südwestfranzösische Gemeinde mit 3.041 Einwohnern (Stand: 1. Januar 2022) im Département Charente-Maritime in der Region Nouvelle-Aquitaine. Die Gemeinde gehört zum Arrondissement Saintes und zum Kanton Saujon. Die Einwohner werden Médisais genannt.

## Lage
Médis liegt in der alten Kulturlandschaft der Saintonge nahe der Gironde-Mündung. Umgeben wird Médis von den Nachbargemeinden Saujon im Norden und Nordosten, Le Chay im Osten, Semussac im Südosten, Saint-Georges-de-Didonne im Süden, Royan im Westen und Südwesten sowie Saint-Sulpice-de-Royan im Westen und Nordwesten.
Durch die Gemeinde führt die Route nationale 150.

## Bevölkerungsentwicklung
| Jahr      | 1962 | 1968 | 1975 | 1982 | 1990 | 1999 | 2006 | 2017 |
| Einwohner | 968  | 1128 | 1450 | 1663 | 1965 | 2158 | 2570 | 2881 |

## Sehenswürdigkeiten
Siehe: Liste der Monuments historiques in Médis
- Kirche Saint-Pierre-ès-Liens (Petri-Ketten-Kirche), romanischer Kirchbau aus dem 12. Jahrhundert mit regionaltypischen Bauelementen der Zeit, in der Kirche Sarkophag aus dem 4. Jahrhundert, seit 1946 Monument historique
- Protestantische Kirche aus dem Jahre 1861
- Schloss Rigaudière, 1759 bis 1776 erbaut, seit 1996 Monument historique
- Unterkunft von Puyraveau, bereits 1489 erwähnt
- Mühlen
- Taubenhaus aus dem 16. Jahrhundert

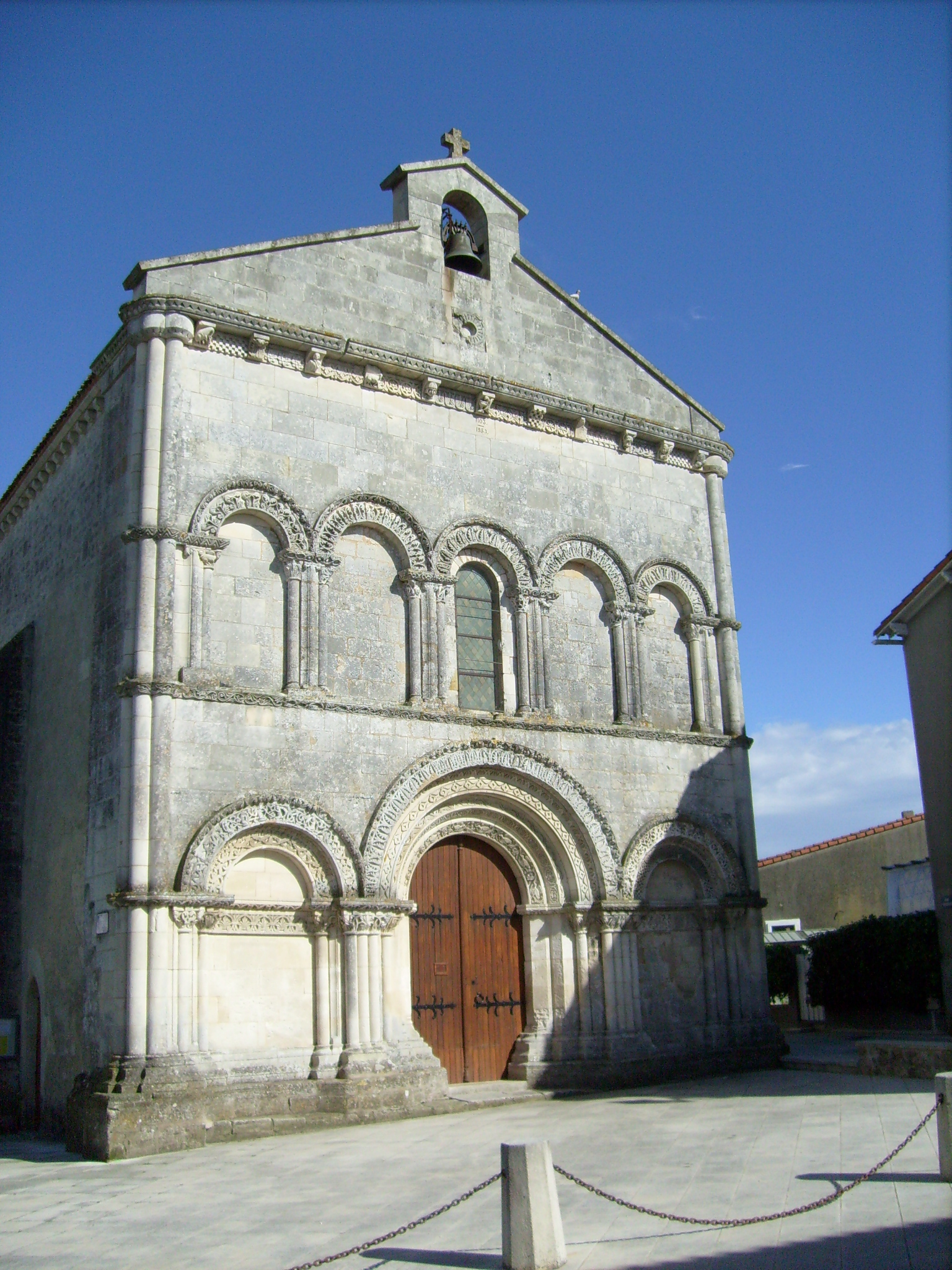
Kirche Saint-Pierre-ès-Liens
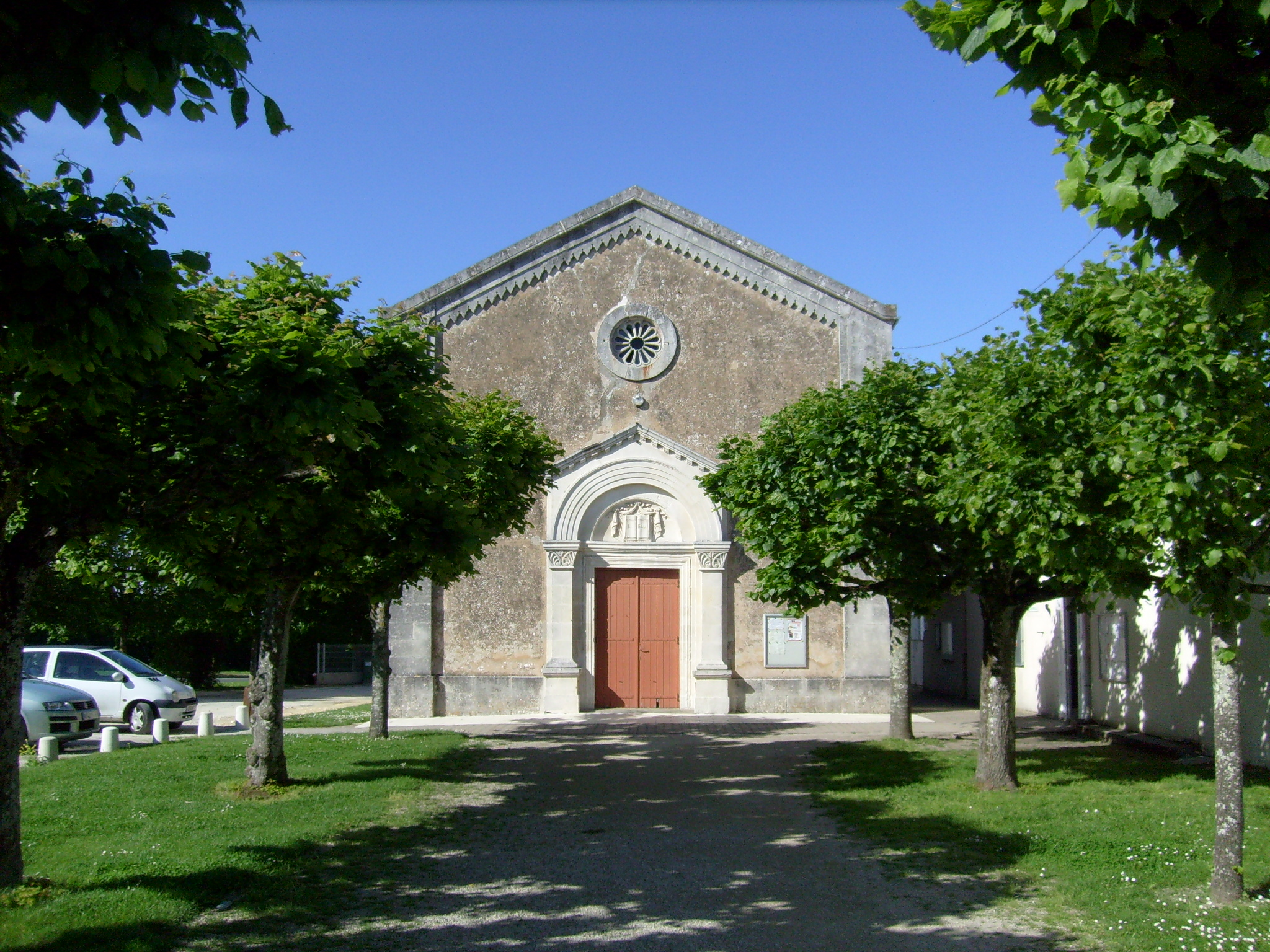
Protestantische Kirche
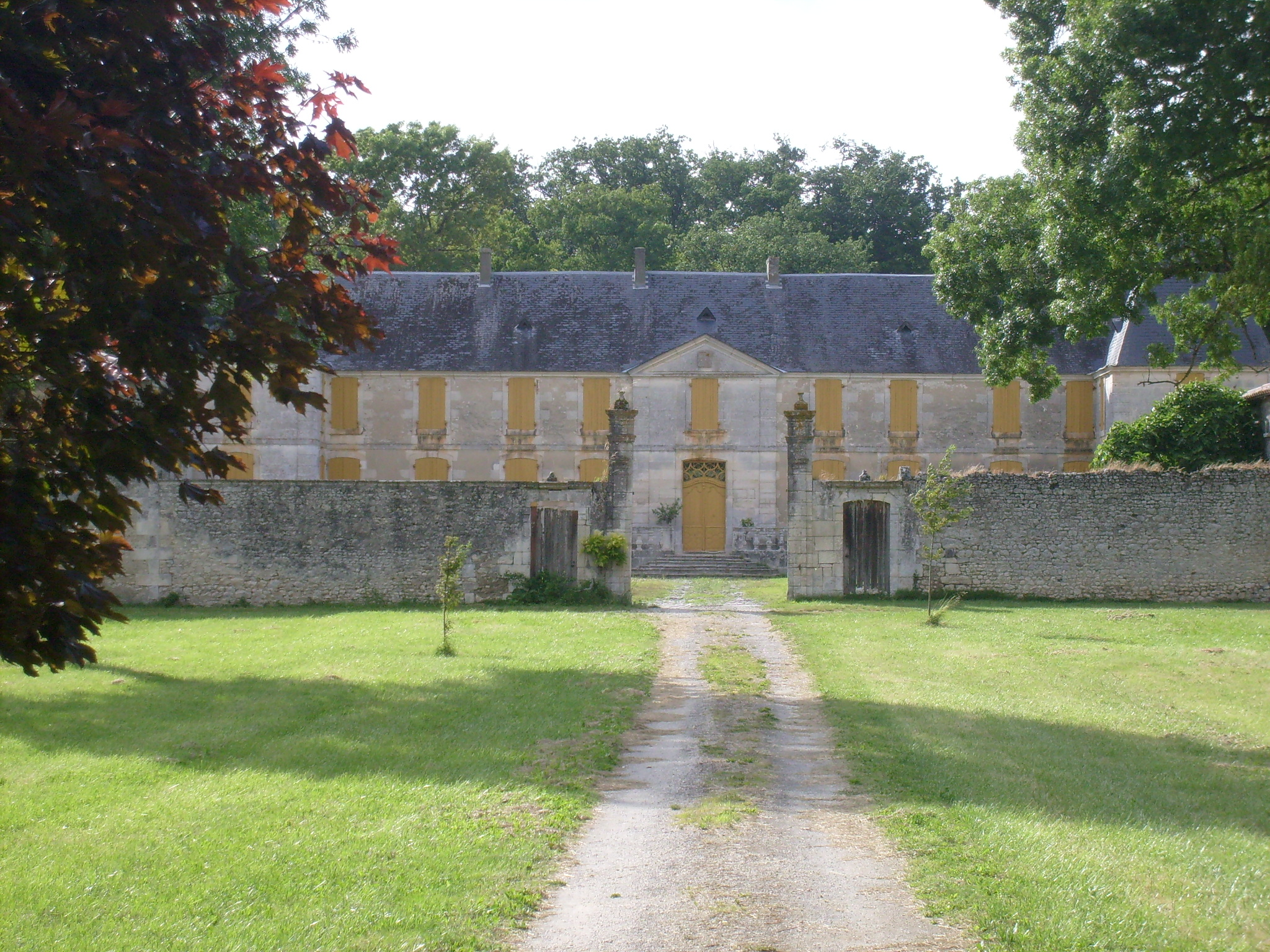
Schloss La Rigaudière